# Parasite (Heroes)
Parasite (Parasiet) is de achttiende aflevering van het eerste seizoen van de Amerikaanse televisieserie Heroes.

## Titelverklaring
Als Mohinder Suresh Sylar vastgebonden houdt, ontstaat er een ruzie. Mohinder beschuldigt Sylar een parasiet te zijn, omdat Sylar z'n vader vermoordde en zijn werk misbruikte, maar Sylar beweert het omgekeerde omdat Mohinder hem 'gebruikte' om meer te weten te komen over Chandra Suresh, Mohinders vader.

## Verhaal

### Isaac Mendez
- Isaac heeft net Simone Deveaux neergeschoten op zijn flat. Hij beschuldigt Peter Petrelli hiervan, waarop hij oorspronkelijk mikte. Hierop maakt Peter zich onzichtbaar en loopt weg.
- De politie valt bij Isaac binnen omdat ze een anonieme telefoon kregen (van Peter en Nathan eerder in de aflevering). Op het moment dat ze binnentreden, lijkt Simone voorbij te komen. De politieagenten zijn tevredengesteld, maar wanneer ze weg zijn blijkt dat het Candice was die zich voordeed als Simone. Ze is vergezeld van Noah.
- Isaac schildert opnieuw. Het schilderij toont zichzelf, met opengesneden hoofd. Dit is hoe Sylar zijn slachtoffers vermoordt en zo zijn slachtoffers hun gaven absorbeert.

### Noah Bennet
- Noah wordt ondervraagd door Thompson, maar herinnert zich niets meer. Aan de andere kant van het raam zit Matt Parkman samen met Candice Wilmer. Matt probeert erachter te komen of Noah liegt. Dit is echter niet het geval. Thompson en Candice verlaten de kamer. Matt wordt kwaad omdat hem beloofd was dat hij vrij zou zijn als hij in de gedachten probeerde te dringen van Noah.
- Noah keert naar huis om zijn vrouw terug te zien en van daaruit zijn zoektocht naar Claire te starten. Zijn vrouw lijkt haar geheugen, zoals bevestigd door Thompson eerder in de aflevering, kwijt te zijn. Op het moment dat hij wil vertrekken echter, houdt ze hem tegen. Het blijkt dat Noah alles aan zijn vrouw verteld heeft voor zijn geheugen gewist werd, en dat zij gewoon deed alsof haar geheugen gewist werd. Ze geeft een briefje aan Noah dat ze een dag eerder van hem kreeg: "Claire is with friends. Don't go after her". Op dat moment wordt er op de deur geklopt en komt Candice Wilmer binnen. Ze komt Noah halen om naar Isaac Mendez' appartement te gaan.
- Noah komt terug bij zijn vrouw en ze praten over Claire en hun geheimen. Het blijkt Candice te zijn en verscheidene leden van The Company komen binnen.

### Claire Bennet
- Claire en The Haitian stoppen op de parking van een wegrestaurant. Claire krijgt te horen dat ze gedurende een lange tijd niet meer terugkan naar haar familie. De Haïtiaan laat Claire weten dat ze die avond nog het land verlaten.
- Claire en De Haïtiaan komen aan in de luchthaven. Ze probeert hem te overhalen dat ze naar Peter Petrelli mag, maar hij weigert. Als ze moeten inchecken, blijkt dat Claire zijn identiteitskaart en vluchtkaart heeft gestolen.
- Claire is naar Peters huis gegaan, op zoek naar hem. Peter is niet thuis, en zijn moeder doet open. Claire komt erachter dat het haar grootmoeder is. The Haitian komt de kamer binnengewandeld. Hij blijkt voor Peters moeder te werken.

### Nathan Petrelli
- Nathan ontvangt 2 FBI-agenten in zijn kantoor. Nathan moet zorgen dat ze Mr. Linderman in handen krijgen. Nathan moet een gesprek met Linderman opnemen als bewijs. Peter Petrelli blijkt ook in de kamer te zijn, maar hield zich onzichtbaar. Hij laat Nathan weten dat Simone Deveaux dood is. Peter voelt zich slecht omdat hij vindt dat zolang hij in leven is, iedereen rond hem in gevaar is. Nathan stelt hierop voor om contact op te nemen met Mohinder Suresh. Terwijl een van Nathans werknemers hem laat weten dat zijn chauffeur wacht, verlaat Peter de kamer.
- Niki wacht Nathan op. Het blijkt dat Linderman weet dat Nathan tegen hem gekeerd is.
- Nathan heeft een gesprek met Niki, en besluit dat zijn enige optie is Linderman te doden. Hij praat met hem in de keuken. Als hij zijn pistool bovenhaalt, dat hij kreeg van Niki, overtuigt Linderman hem.

### Mohinder Suresh
- Mohinder toont Sylar een lijst van mensen die een gave hebben. Sylar stelt voor Isaac Mendez te bellen omdat Mohinder al zo moe is. Deze neemt echter niet op. Hierop geef Mohinder hem een kop thee. Mohinder heeft door dat het Sylar is die naast hem staat, en de thee blijkt verdovend geweest te zijn.
- Mohinder heeft Sylar vastgebonden op een stoel en dient hem een serum toe dat het hem onmogelijk maakt zijn krachten te gebruiken. Mohinder wil hem neerschieten, maar bedenkt zich. Hij neemt een staal van Sylars bloed, en hoopt zo een systeem uit te dokteren om meer mensen met speciale krachten te vinden.
- Het blijkt dat Mohinder dankzij Sylars bloed een nieuwe lijst kan maken. Nu kan Mohinder wel schieten. Sylar kan de kogel net voor zijn hoofd stoppen. Het blijkt dat Sylar het kraantje van de bakster waar het serum doorkwam al had afgezet. Sylar eist dat Mohinder de lijst aan hem geeft.
- Peter komt binnen in het kantoor van Mohinder. Alles blijkt leeg, maar ineens ziet hij dat Mohinder aan het plafond gehouden wordt. Sylar snijdt in Peters voorhoofd om te zien hoe de celregeneratie werkt.

### Hiro Nakamura
- Hiro probeert binnen te dringen in het gebouw van Mr. Linderman, maar wordt hardhandig buitengezet.
- Nathan Petrelli ontmoet Hiro Nakamura. Hij helpt Hiro binnen te geraken in het gebouw van Mr. Linderman.
- Hiro komt binnen in Mr. Lindermans verzameling. Hij stuurt de man aan de balie weg met een smoes en zoekt op waar het zwaard ligt. Net op het moment dat hij het wil nemen, komt de man terug en laat een alarm afgaan. Hij zegt dat hierdoor 754 bewakers komen aangestormd. De eerste bewaker die komt aangelopen echter, is Ando Masahashi, Hiro's vriend. Samen barricaderen ze de deuren, vóór de andere bewakers komen.
- Hiro neemt het zwaard en net als de bewakers de deur inbeuken, teleporteert hij zichzelf en Ando weg. Omdat hij zijn gave nog niet goed kan beheersen, komt hij echter in de toekomst terecht. Hij ziet New York binnen 5 jaar. Het blijkt dat de ontploffing niet gestopt werd en dat de stad verwoest werd.

### Niki Sanders
- Niki, die gecontroleerd wordt door Jessica, speelt een computerspel met Micah. Haar man, D.L. Hawkins, vindt een foto van Nathan Petrelli op zijn kussen en hieruit ontstaat een discussie. Het blijkt dat Niki de foto daar legde. Jessica verlaat het huis met een gewapend pistool.
- De FBI-agenten die Nathan de opdracht gaven een gesprek op te nemen met Linderman, zitten in een hotelkamer in Lindermans gebouw. Wanneer ze zich afvragen waar de pizza die ze bestelden blijft, komt Jessica binnen met het pistool. Ze schiet de mannen dood.

Genesis · Don't Look Back · One Giant Leap · Collision · Hiros · Better Halves · Nothing to Hide · Seven Minutes to Midnight · Homecoming · Six Months Ago · Fallout · Godsend · The Fix · Distractions · Run! · Unexpected · Company Man · Parasite · .07% · Five Years Gone · The Hard Part · Landslide · How to Stop an Exploding Man